# AACS

AACS 암호 해제 과정

AACS(Advanced Access Content System, 에이에이시에스)는 DVD 이후 세대의 광 디스크에 대한 액세스 및 복사를 제한하기 위한 컨텐츠 배포 및 디지털 권리 관리 표준이다. 이 사양은 2005년 4월에 공개되었다. 이 표준은 HD DVD 및 블루레이 디스크(BD)에 대한 액세스 제한 방식으로 채택되었다. 이는 디즈니, 인텔, 마이크로소프트, 파나소닉홀딩스, 워너 브라더스, IBM, 도시바, 소니그룹이 포함된 컨소시엄인 AACS LA(AACS Licensing Administrator, LLC)에 의해 개발되었다. AACS는 최종 사양(관리 복사본 조항 포함)이 아직 확정되지 않았기 때문에 "임시 계약"에 따라 운영되어 왔다.
2006년 장치에 등장한 이후 여러 AACS 암호 해독 키가 소프트웨어 플레이어에서 추출되어 인터넷에 게시되어 라이선스가 없는 소프트웨어에 의한 암호 해독이 가능해졌다.